# 2-アミノ-5-ホルミルアミノ-6-(5-ホスホ-D-リボシルアミノ)ピリミジン-4(3H)-オン
2-アミノ-5-ホルミルアミノ-6-(5-ホスホ-D-リボシルアミノ)ピリミジン-4(3H)-オン(2-Amino-5-formylamino-6-(5-phospho-D-ribosylamino)pyrimidin-4(3H)-one)は、リボフラビン生合成経路における代謝物質である。GTPから、グアニン基の8,9位を加水分解してβ及びγリン酸基を遊離させるGTPシクロヒドロラーゼIIaの作用によって形成される。この分子はさらに、古細菌のリボフラビン生合成の第2段階として、2-アミノ-5-ホルミルアミノ-6-リボシルアミノピリミジン-4(3H)-オン5'-モノリン酸デホルミラーゼによって脱ホルミル化される。